# Gunnarsbogölen
Gunnarsbogölen är en sjö i Linköpings kommun i Östergötland och ingår i Motala ströms huvudavrinningsområde. Sjön har en area på 0,0806 kvadratkilometer och ligger 110,1 meter över havet.

## Delavrinningsområde
Gunnarsbogölen ingår i det delavrinningsområde (646788-149844) som SMHI kallar för Utloppet av Ärlången. Medelhöjden är 88 meter över havet och ytan är 59,27 kvadratkilometer. Räknas de 106 avrinningsområdena uppströms in blir den ackumulerade arean 2 340,42 kvadratkilometer. Stångån som avvattnar avrinningsområdet har biflödesordning 2, vilket innebär att vattnet flödar genom totalt 2 vattendrag innan det når havet efter 88 kilometer. Avrinningsområdet består mestadels av skog (52 procent), öppen mark (12 procent) och jordbruk (23 procent). Avrinningsområdet har 5 kvadratkilometer vattenytor vilket ger det en sjöprocent på 8,4 procent. Bebyggelsen i området täcker en yta av 0,69 kvadratkilometer eller 1 procent av avrinningsområdet.